# Sindal
Sindal ist eine dänische Kleinstadt zwischen Frederikshavn und Hjørring in der Landschaft Vendsyssel. Seit der Kommunalreform vom 1. Januar 2007 gehört Sindal zur Hjørring Kommune in der Region Nordjylland. Zuvor war Sindal Hauptort der Sindal Kommune im Nordjyllands Amt.
Der 3085 Einwohner zählende Ort (Stand 1. Januar 2023) liegt am Flüsschen Uggerby Å und ist für seine vielen Springbrunnen bekannt.

## Springbrunnen und Wasserkunst
Mit dem Projekt 100 Springbrunnen wurde in den 1990er Jahren ein Programm zur Verschönerung der Stadt begonnen. Neben vielen privaten Anlagen (über 120 Springbrunnen sind registriert) wurden rund 20 große und kleine Kunstwerke im öffentlichen Raum aufgestellt. Mit Die 5 Hermen und Die anvertrauten Pfunde von Niels Helledie steht auf dem Nørre Torv eines von Dänemarks größten Wasserkunstwerken. Peter Hentzes Betonwasserkunst besteht aus fünf Betonsäulen mit 72 Reliefs. Die lokale Künstlerin Kirsten Jensen schuf Nilles Kugeln, von Hand erstellte Granitkugeln, und mit Ein Gruß aus der Vergangenheit ihr bisher größtes Kunstwerk: drei Granitsäulen mit eingeschlossenen Fossilien.

## Kirchen
Die Stadtkirche von Sindal (Sindal Bykirke) stammt aus dem Jahr 1910 und ist 2007 renoviert worden. Die drei Seiten des Chores sind 1920–21 von Elof Risebye (1892–1961) in Freskomalerei ausgeschmückt worden und wurden ebenfalls 2007 restauriert. Die erste Orgel mit vier Registern erhielt die Kirche 1917. Die neue Orgel von 1978 stammt von der Orgelbaufirma Gunnar Fabricius in Husted, sie hat 16 Register, zwei Manuale und Pedal.
Die alte Kirche von Sindal (Sindal Gamle Kirke) liegt auf einem Hügel am östlichen Stadtrand. Die romanische Kirche stammt aus dem Jahr 1200, die ältesten Teile aus dem 12. Jahrhundert. Die ältere der beiden Glocken in dem separaten Turm wurde im Jahr 1566 von Peder Lavridsen gegossen, die andere ist von 1696. Das Altarbild ist eine Renaissancearbeit des Skagenmalers Michael Ancher. Das Motiv ist eine Kopie der Velasquez-Malerei Die Kreuzigung. Die Kirche wurde 1964 renoviert und erhielt neues Gestühl und eine Orgel mit 5 Registern.
In der Nähe des Marktplatzes befindet sich eine Kirche der Baptisten-Gemeinde.

## Sehenswürdigkeiten
Das Landschafts- und Landwirtschaftsmuseum Højen-Bjørnager ist ein „lebendiges“ Landwirtschaftsmuseum und eine Natur- und Kulturschule, wo Familien und Schulklassen am praktischen Unterricht teilnehmen können. Auf dem 40 Hektar großen Museumsgebiet befinden sich Grabhügel aus der Stein- und Bronzezeit.
Das Elternhaus des Mystikers Martinus Thomsen im Ulstedbovej wurde als Museum bewahrt und kann in den Sommermonaten besichtigt werden. Das Lebenswerk des Autodidakten ist eine Niederschrift von rund zehntausend Schreibmaschinenseiten mit dem Titel Das Dritte Testament.
Das älteste Wirtschaftsgebäude des Ortes ist die Sindal Mühle. Die Kappenwindmühle aus Ziegelstein mit zwei Mahlgängen und einem Walzwerk wurde 1872 von Fjeldsted nach Sindal verlegt.

## Verkehr
Sindal hat einen Bahnhof an der Bahnstrecke Frederikshavn–Aalborg.

## Galerie

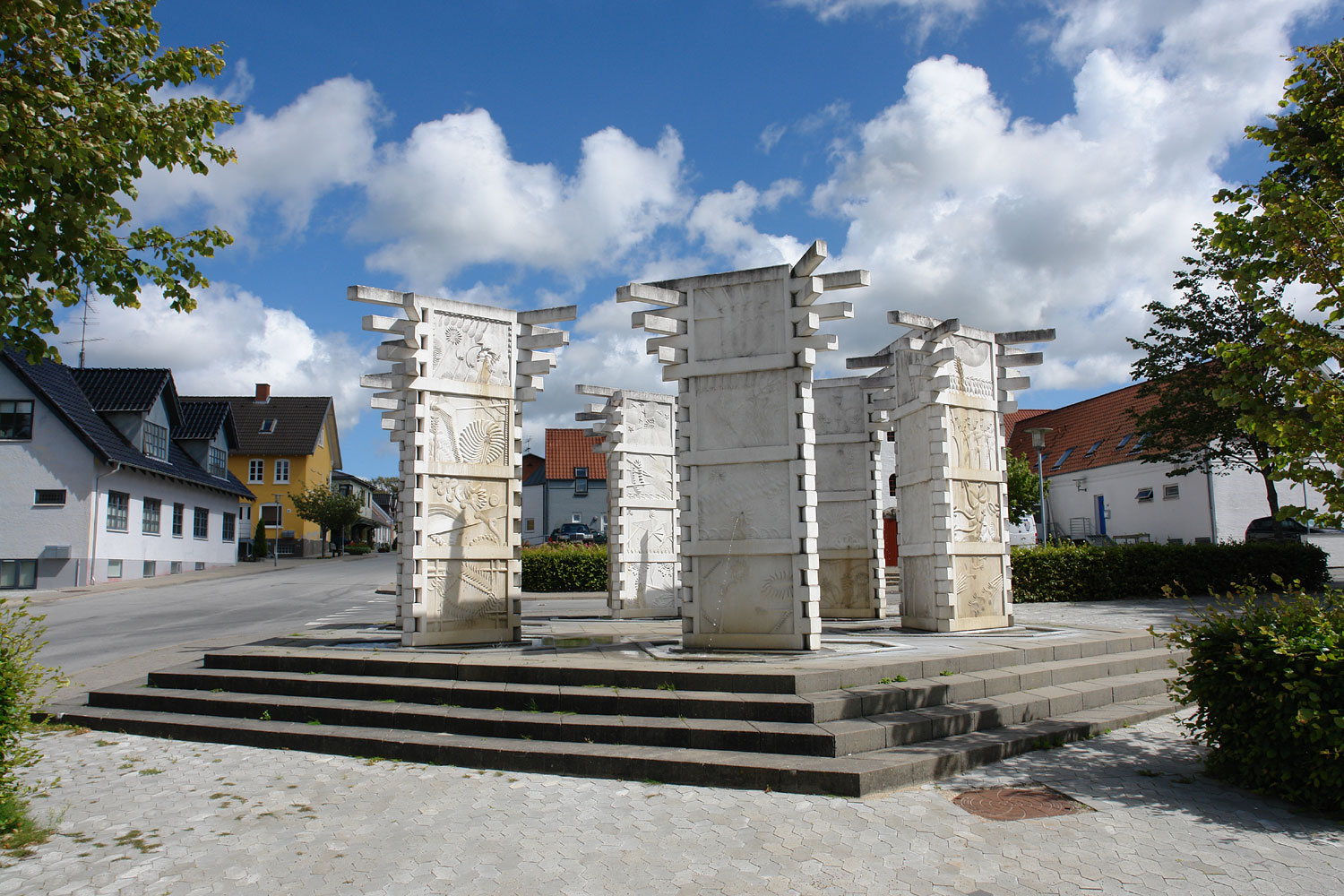
„Betonwasserkunst“ von Peter Henze
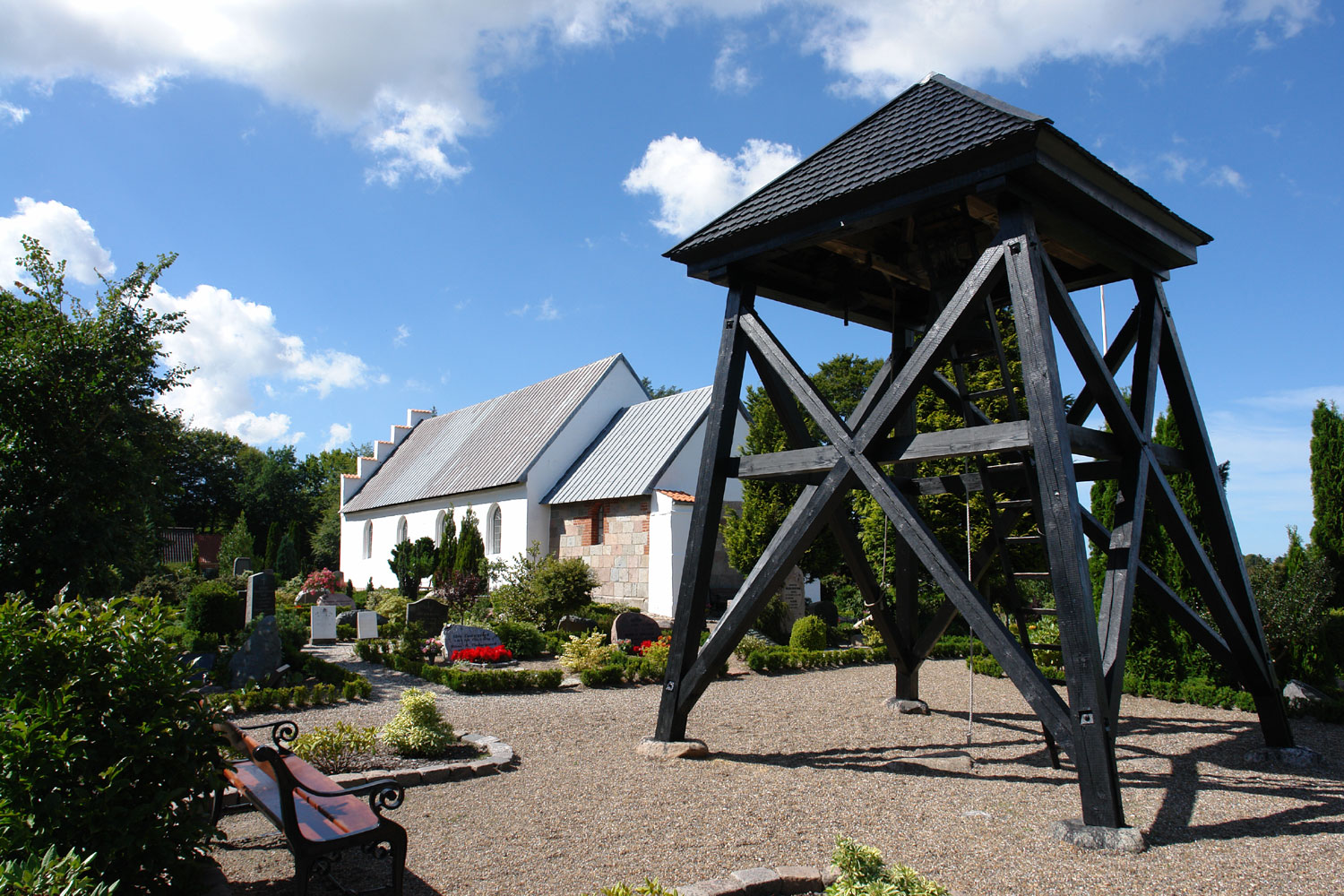
Sindal Gamle Kirke aus dem Jahr 1200
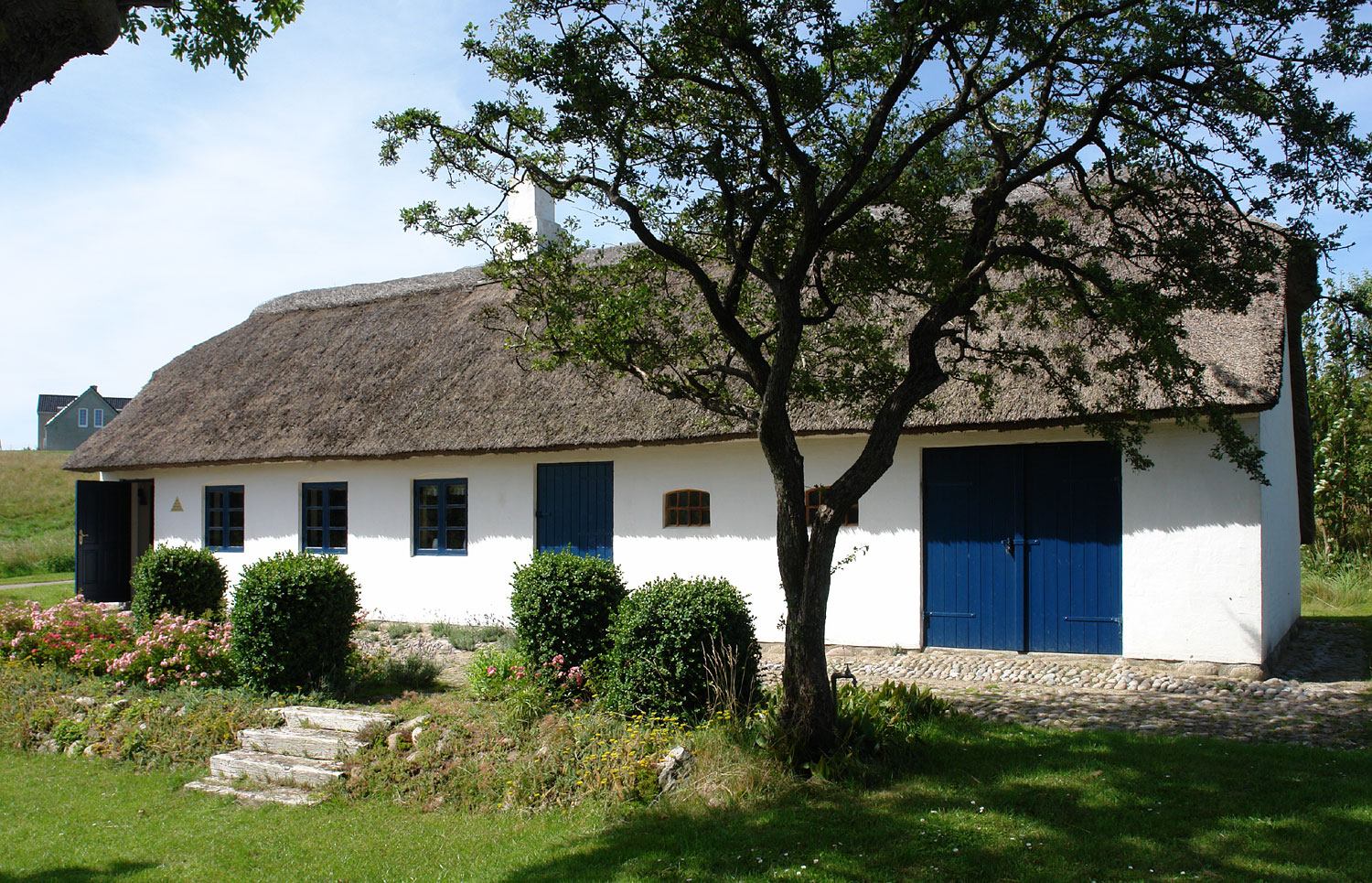
Rekonstruktion des Elternhauses von Martinus
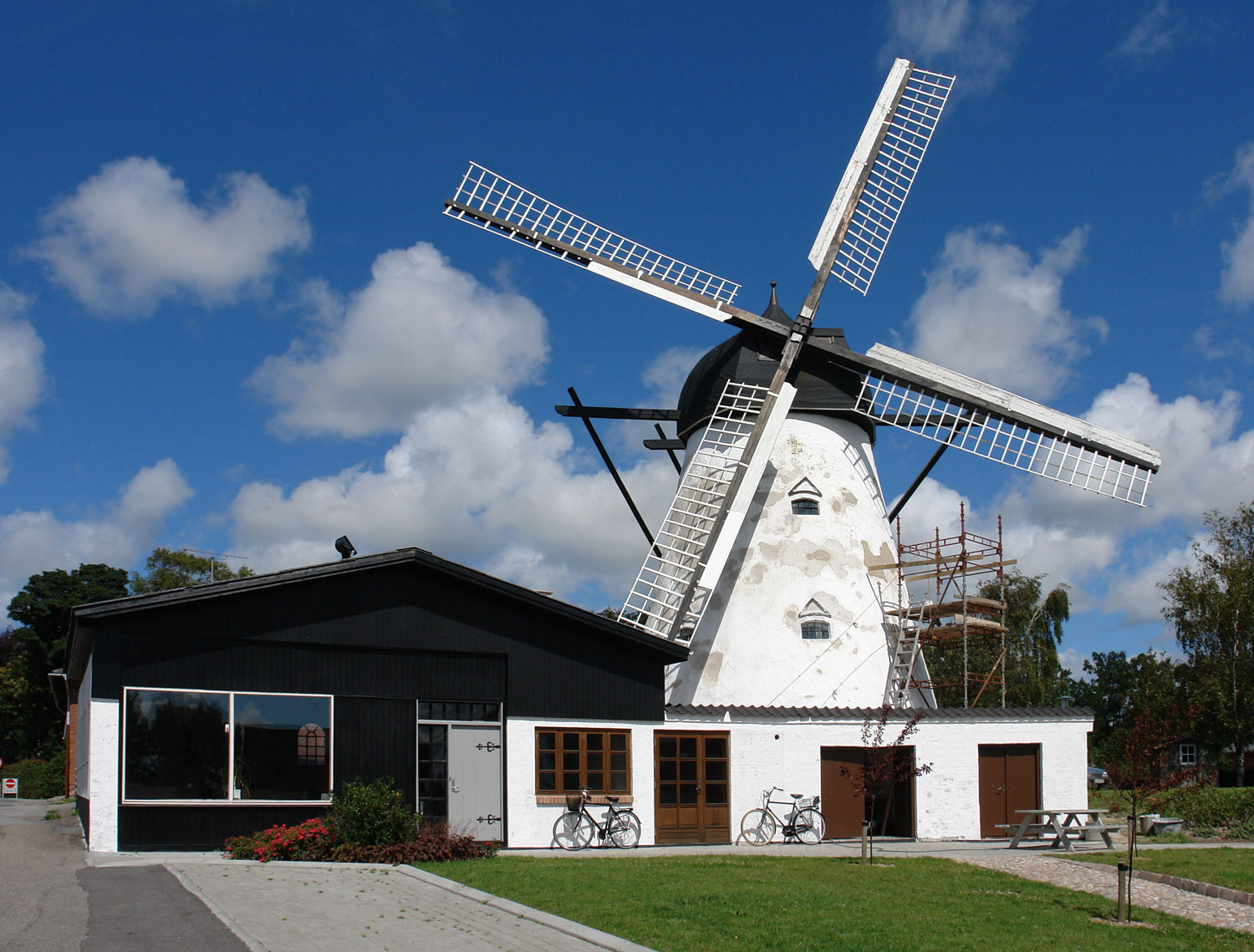
Kappenwindmühle